# 472 TCN
472 TCN là một năm trong lịch La Mã.